# Complesso Boldini
Il complesso Boldini, o anche sala Boldini, è una struttura architettonica situata a Ferrara in via Previati, al civico 18.

## Storia
Sul sito dove si trova il complesso durante il periodo degli Este venne edificato uno dei primi ospedali della città. L'interesse per tale progetto venne manifestato da Niccolò III d'Este che finalmente ottenne nel 1440, con bolla pontificia di papa Eugenio IV, l'autorizzazione alla sua realizzazione. Il mandato fu affidato al vescovo Giovanni Tavelli da Tossignano che pensò al progetto e durante la signoria di Leonello d'Este venne realizzato.

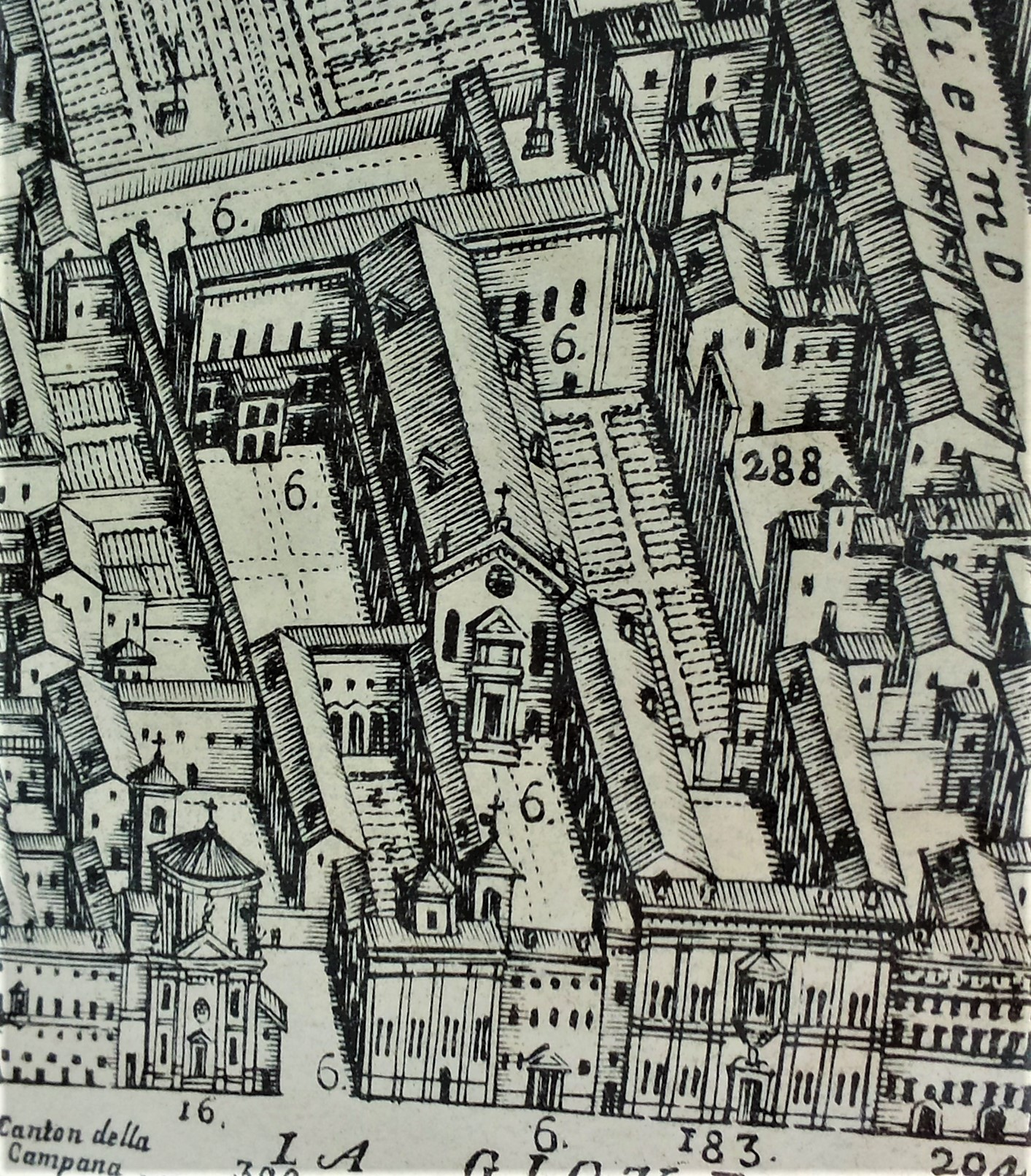
Ospedale Sant'Anna nel 1747

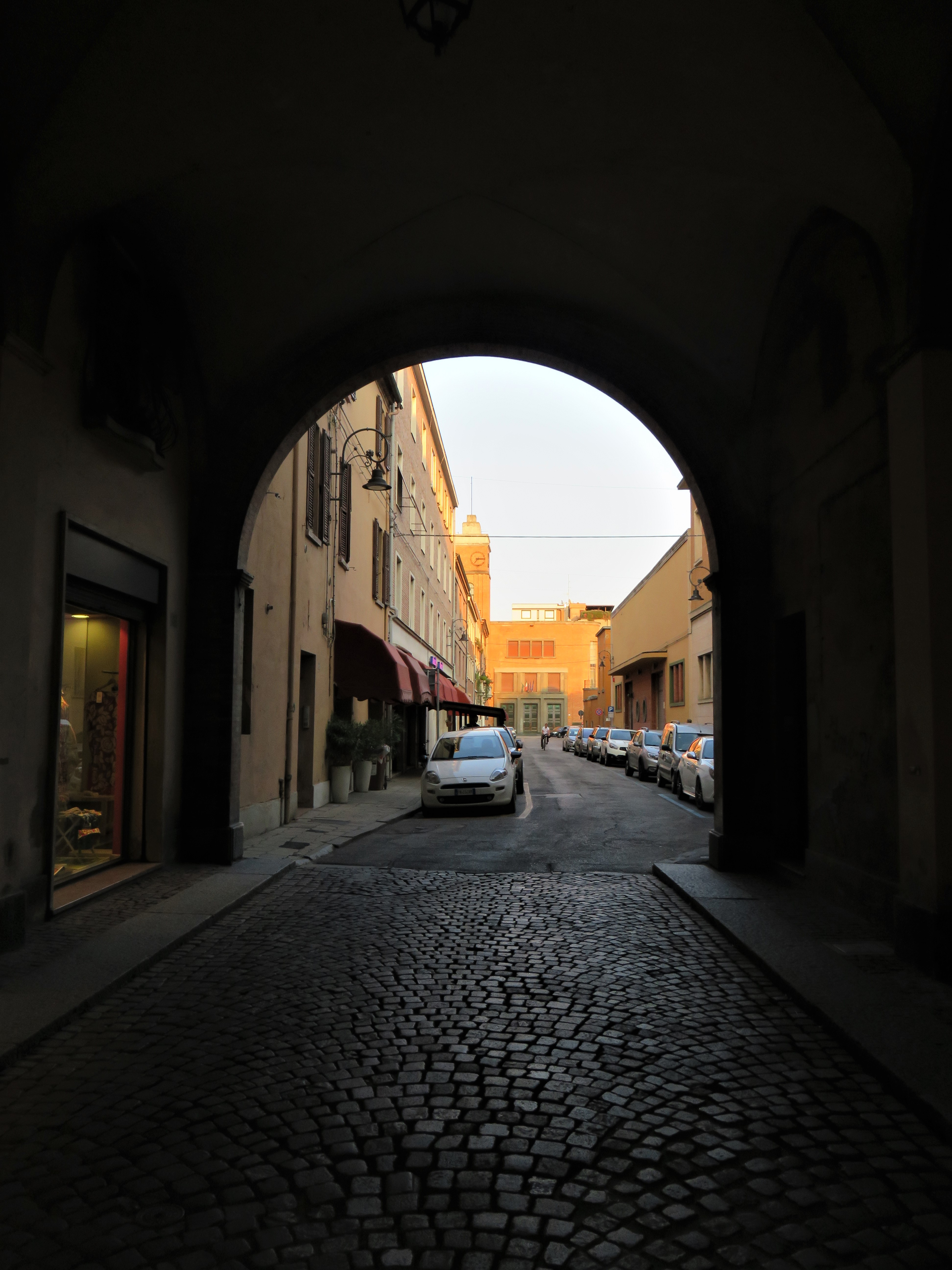
Dal volto che immette in via Previati da via Borgoleoni si può vedere sullo sfondo la scuola elementare Alda Costa e sulla destra la struttura arancione del complesso Boldini.

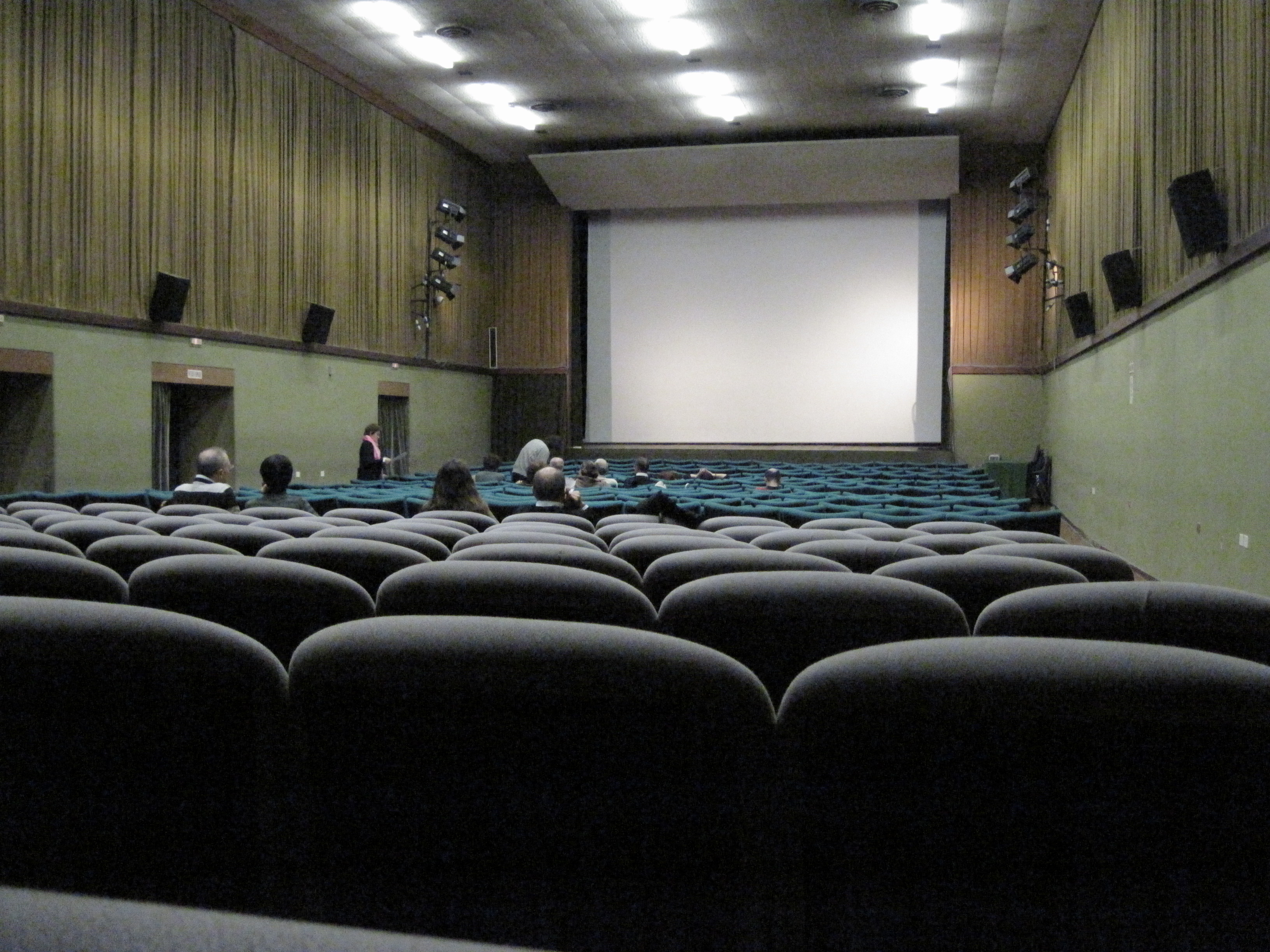
Interno della sala.

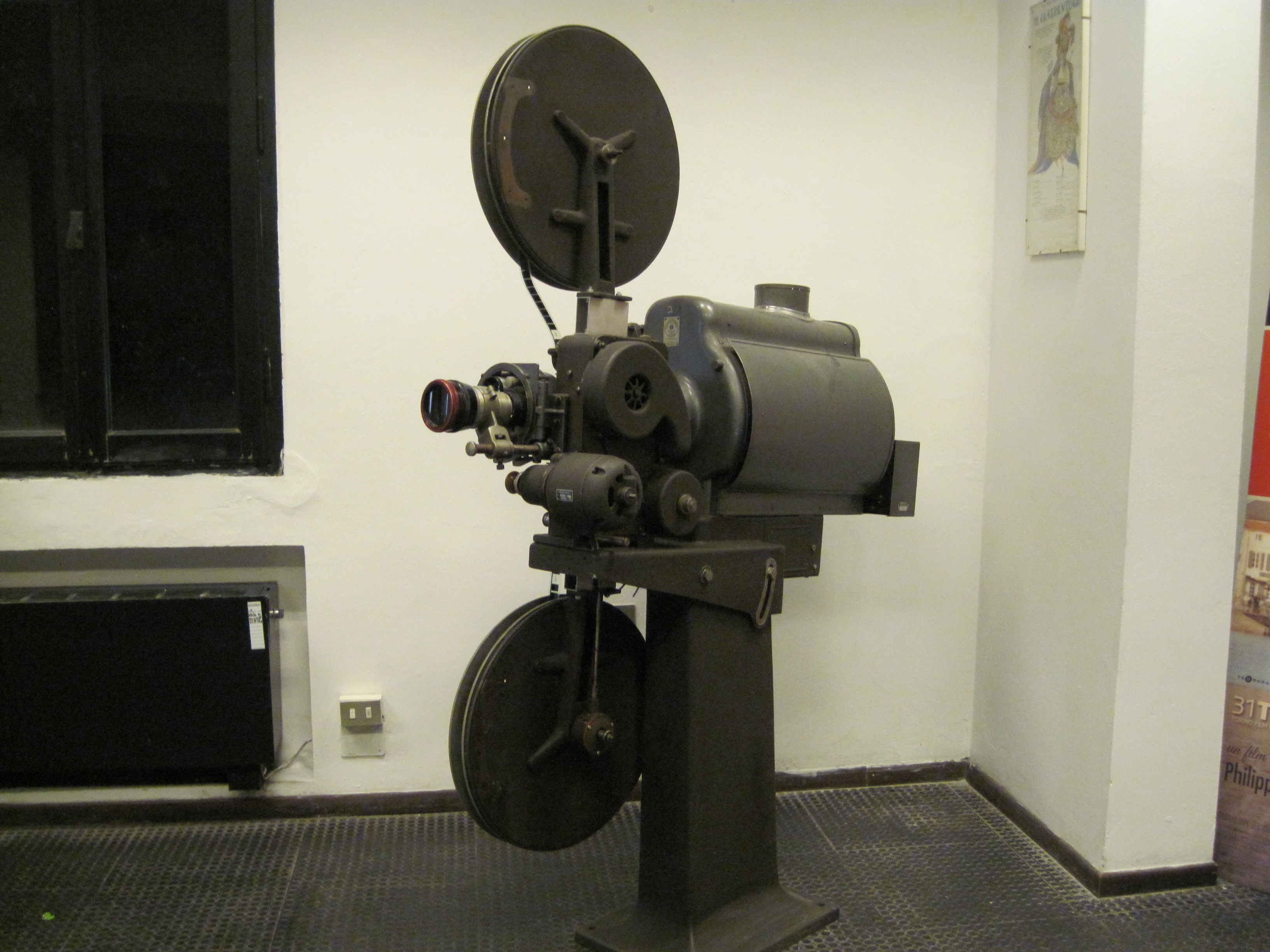
Un proiettore cinematografico non più in uso conservato nei locali della sala.

La zona prescelta in quel momento storico era ancora esterna alle mura cittadine, si trovava a nord della città medioevale vicino all'allora Porta dei Leoni, accanto al Castello Estense ed aveva spazi adatti ad ospitare una struttura di grandi dimensioni. Era presente un monastero di frati agostiniani che avevano costruito nel 1304 un oratorio dedicato a Sant'Anna ma la sua gestione incontrò alcune difficoltà e venne così deciso di trasformare quella struttura.  L'ospedale fu ultimato nel 1445 e da quel momento l'area rimase senza importanti modifiche sino al XIX ed al XX secolo. In quei secoli infatti la città stava crescendo e l'asse costituito da corso della Giovecca diventava sempre più importante, con la costruzione di nuovi edifici, come ad esempio quello delle Assicurazioni Generali. Fu solo con il progetto urbanistico novecentista tuttavia che l'area venne completamente rivoluzionata, diventando il Quadrivio del Novecento.
Nell'area, su progetto dell'ingegnere del Comune Carlo Savonuzzi, vennero edificati quattro edifici importanti: il museo di storia naturale, il conservatorio Girolamo Frescobaldi, la scuola elementare Alda Costa (all'inizio scuola elementare Umberto I) e il complesso Boldini. Quest'ultimo fu eretto fra il 1935 e il 1939 e intanto il Sant'Anna era già stato trasferito, nel 1927, in corso della Giovecca. Il complesso dedicato al pittore ferrarese Giovanni Boldini occupa l'area che un tempo era dedicata alla sala degenza per gli uomini.

## Descrizione
L'architettura segue lo stile razionalista, molto utilizzato all'epoca nonché la corrente artistica maggiormente adottata per la costruzione di architetture moderne. Il complesso Boldini rientra nelle opere novecentesche realizzate da Carlo Savonuzzi che le si fanno riunire sotto la denominazione di Addizione Novecentista voluta dal Comune di Ferrara per dare risalto ad alcune parti della città da tempo bisognose di un recupero. L'intera area, il Quadrivio del Novecento, venne riedificata con particolare equilibrio ed inserita nel tessuto urbano con grande rispetto formale.
Il complesso Boldini è costituito da un unico corpo principale al quale si accede tramite un piccolo cortile giardino circondato da alte mura in cemento dipinte di arancione. Al suo interno trovano spazio numerosi ambienti destinati ad utilizzo pubblico come iniziative culturali, manifestazioni, proiezioni e convegni. La costruzione sorge sui resti delle grotte del Boldini ovvero le antiche cantine quattrocentesche con volte a crociera facenti parte dell'ex ospedale e utilizzate in seguito alla trasformazione architettonica come aree espositive. La sala al primo piano svolge la funzione di teatro e di cinema che nel tempo si è caratterizzato per la programmazione d'essai. Internazionale a Ferrara ha utilizzato questo spazio per alcune sue iniziative.